# Pedro Aquino Noleto
Pedro Aquino Noleto (Carolina, Maranhão, 2 de agosto de 1918 – 10 de abril de 2008) foi um médico brasileiro.
Ingressou na Faculdade Nacional de Medicina da Universidade do Brasil em 1945, graduando-se em 1950. Foi eleito membro da Academia Nacional de Medicina em 1986, sucedendo Heitor Carpinteiro Péres na Cadeira 57, que tem Juliano Moreira como patrono.